# ويليام جونستون هوب
نائب الأدميرال السير ويليام جونستون هوب (16 أغسطس 1766 - 2 مايو 1831)، ضابط بارز في البحرية الملكية البريطانية وسياسي مثير للجدل في أواخر القرن الثامن عشر وأوائل القرن التاسع عشر. شهدت حياته المهنية أعمال الأسطول والنزاعات مع العائلة المالكة والسياسات الحزبية، بالإضافة إلى انضمامه إلى كل من التنظيم الفروسي الروسي والبريطاني. خدم هوب، الذي كان ضابطًا مشهورًا، مع نيلسون ودنكان واللورد كيث في العديد من الحملات، وأقام علاقات ساعدته في تأمين مهنة سياسية طويلة بعد تقاعده من البحرية الملكية في عام 1804 بسبب تدهور حالته الصحية.
بعد 26 عامًا في البرلمان، أصبح هوب غير نشط إلى حد كبير وعمل كقائد للأميرالية ومفوض مستشفى غرينتش البحري. 
توفي هوب في عام 1832 بعد 55 عامًا من الخدمة البحرية والسياسية، ودُفن في قطعة أرض للعائلة في اسكتلندا.